# Olga Wagner
Olga Rosalie Aloisa Wagner, (født Packness 24. marts 1873 i København; død 11. januar 1963 i Kongens Lyngby) var en dansk maler og billedhugger, fra 1899 gift med billedhuggeren Siegfried Wagner.
1893-98 var Olga Packness elev ved Kunstakademiets kvindeskole og blev dér uddannet som maler.
Hun udstillede for første gang 1901 og fra 1905 på Den Frie Udstilling. Kunstnerisk var hun påvirket af sin mand og arbejdede ofte sammen med ham. 1932 modtog hun Tagea Brandts Rejselegat.